# Slingback

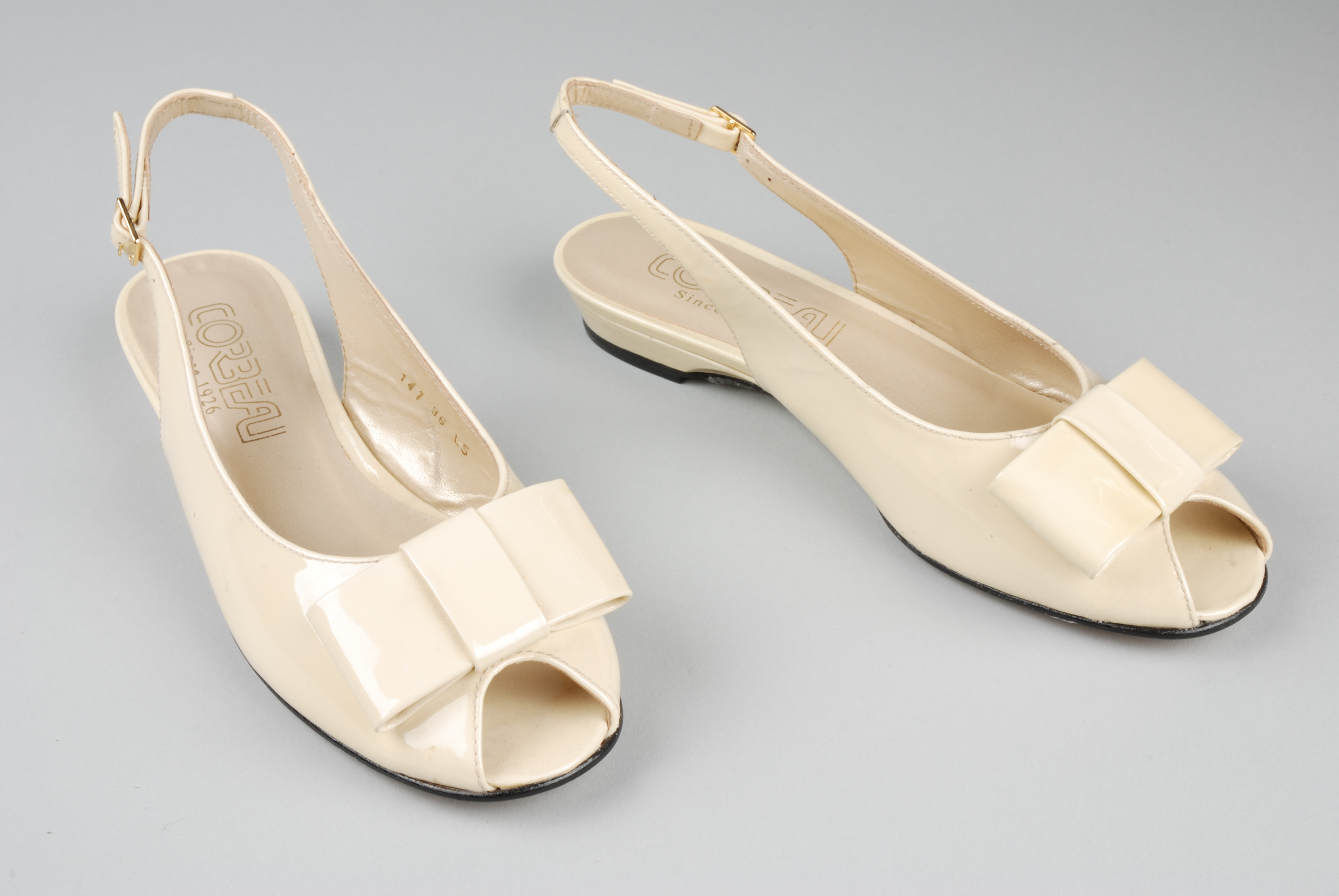
Beige Slingbacks mit flachem Absatz

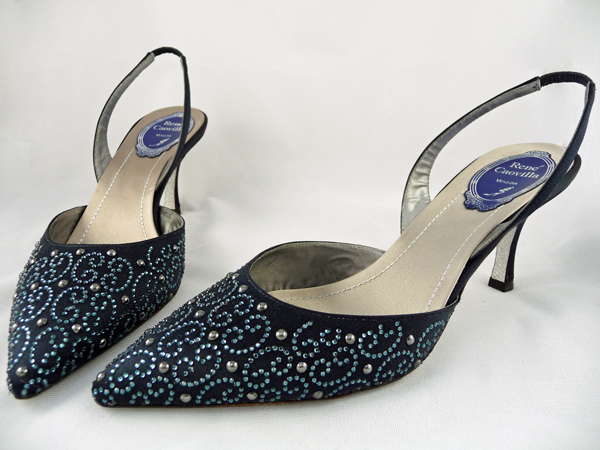
Slingback

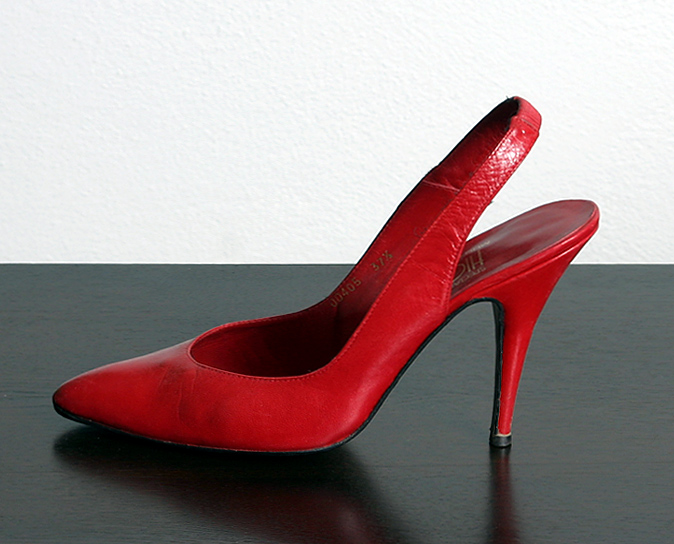
Slingback oder Slingpumps

Ein Slingback oder Slingpumps, auf Deutsch auch Riemchenpumps genannt, ist ein weit ausgeschnittener Halbschuh, dessen Schaft im Bereich des Rückfußes in einen schmalen Riemen übergeht, wodurch sich eine offene Ferse ergibt. Slingbacks haben eine flache Sohle und einen modebedingt formvariierenden höheren Absatz. Der Riemen, der über der Ferse verläuft, kann zusätzlich einen Verschluss, z. B. eine Schnalle aufweisen.
Slingbacks haben niemals eine Spange oder einen Riemen, der den Knöchel umschließt. Pumps sind hingegen immer rückwärtig geschlossen und haben keinen Verschluss.